# Порьон
Порьо́н (кор. 보령시, 保寧市, Boryeong-si, Boryeong-si) — місто в південнокорейській провінції Південна Чхунчхон.